# Park So-youn
Park So-youn (* 24. Oktober 1997 in Naju) ist eine ehemalige südkoreanische Eiskunstläuferin, die im Einzellauf startete.

## Karriere
Sie wurde bei den südkoreanischen Eiskunstlaufmeisterschaften 2010 Bronzemedaillengewinnerin im Einzellauf und in den folgenden vier Jahren gewann sie jeweils die Silbermedaille. Sie qualifizierte sich für den Wettbewerb im Eiskunstlauf bei den Olympischen Winterspielen 2014, wo sie Platz 21 erzielte.
Am 11. Juni 2019 gab sie in einem Beitrag auf Instagram bekannt, dass sie nach 15 Jahren vom Eiskunstlauf Abschied nehmen wird, um sich auf neue Karrieremöglichkeiten fokussieren zu können.